# Campeonato da NACAC de Corta-Mato de 2013
O Campeonato da NACAC de Corta-Mato de 2013 foi a 9ª edição da competição organizada pela NACAC no dia 26 de janeiro de 2013. Teve como sede a cidade de Mandeville, na Jamaica, sendo disputadas 4 categorias entre sênior e júnior. Contou com a presença de 114 atletas convidados de 9 nacionalidades, tendo como destaque o Canadá com 10 medalhas no total, sendo 4 de ouro. 

## Medalhistas
Esses foram os resultados do campeonato. 
| Evento                             | Ouro                         | Ouro  | Prata                               | Prata | Bronze                     | Bronze |
| ---------------------------------- | ---------------------------- | ----- | ----------------------------------- | ----- | -------------------------- | ------ |
| Sênior masculino 8.1 km            | Craig Forys · Estados Unidos | 24:46 | Cameron Levins · Canadá             | 24:47 | Kelly Wiebe · Canadá       | 25:04  |
| Sênior feminino 6.075 km           | Natasha Fraser · Canadá      | 21:07 | Rachel Cliff · Canadá               | 21:35 | Beverly Ramos · Porto Rico | 21:48  |
| Júnior masculino (Sub-20) 6.075 km | Edgar García · México        | 19:10 | Estevan De La Rosa · Estados Unidos | 19:13 | Víctor Montañez · México   | 19:16  |
| Júnior feminino (Sub-20) 4.05 km   | Erin Finn · Estados Unidos   | 14:09 | Madeline Yungblut · Canadá          | 14:18 | Gabriela Stafford · Canadá | 14:25  |
| Equipe                             |                              |       |                                     |       |                            |        |
| Sênior masculino                   | Estados Unidos               | 18    | Canadá                              | 22    | Jamaica                    | 74     |
| Sênior feminino                    | Canadá                       | 18    | Estados Unidos                      | 26    | Porto Rico                 | 49     |
| Júnior masculino (Sub-20)          | Canadá                       | 31    | Estados Unidos                      | 35    | Porto Rico                 | 52     |
| Júnior feminino (Sub-20)           | Canadá                       | 17    | Estados Unidos                      | 21    | Porto Rico                 | 65     |

## Quadro de medalhas
| Ordem | País           | Medalha de ouro | Medalha de prata | Medalha de bronze | Total |
| ----- | -------------- | --------------- | ---------------- | ----------------- | ----- |
| 1     | Canadá         | 4               | 4                | 2                 | 10    |
| 2     | Estados Unidos | 3               | 4                | 2                 | 7     |
| 3     | México         | 1               | 0                | 1                 | 2     |
| 4     | Porto Rico     | 0               | 0                | 4                 | 4     |
| 5     | Jamaica        | 0               | 0                | 1                 | 1     |
| Total | Total          | 8               | 8                | 8                 | 24    |

## Participação
Segundo uma contagem não oficial, 114 atletas de 8 nacionalidades participaram.
| - Bahamas (3) - Bermudas (10) - Canadá (23) | - Jamaica (22) - México (8) - Porto Rico (17) | - Trinidad e Tobago (11) - Estados Unidos (20) |